# La Samienne
 (octobre 2022).
La mise en forme du texte ne suit pas les recommandations de Wikipédia : il faut le « wikifier ».
Les points d'amélioration suivants sont les cas les plus fréquents. Le détail des points à revoir est peut-être précisé sur la page de discussion.
- Les titres sont pré-formatés par le logiciel. Ils ne sont ni en capitales, ni en gras.
- Le texte ne doit pas être écrit en capitales (les noms de famille non plus), ni en gras, ni en italique, ni en « petit »…
- Le gras n'est utilisé que pour surligner le titre de l'article dans l'introduction, une seule fois.
- L'italique est rarement utilisé : mots en langue étrangère, titres d'œuvres, noms de bateaux, etc.
- Les citations ne sont pas en italique mais en corps de texte normal. Elles sont entourées par des guillemets français : « et ».
- Les listes à puces sont à éviter, des paragraphes rédigés étant largement préférés. Les tableaux sont à réserver à la présentation de données structurées (résultats, etc.).
- Les appels de note de bas de page (petits chiffres en exposant, introduits par l'outil «  Source ») sont à placer entre la fin de phrase et le point final[comme ça].
- Les liens internes (vers d'autres articles de Wikipédia) sont à choisir avec parcimonie. Créez des liens vers des articles approfondissant le sujet. Les termes génériques sans rapport avec le sujet sont à éviter, ainsi que les répétitions de liens vers un même terme.
- Les liens externes sont à placer uniquement dans une section « Liens externes », à la fin de l'article. Ces liens sont à choisir avec parcimonie suivant les règles définies. Si un lien sert de source à l'article, son insertion dans le texte est à faire par les notes de bas de page.
- La présentation des références doit suivre les conventions bibliographiques. Il est recommandé d'utiliser les modèles {{Ouvrage}}, {{Chapitre}}, {{Article}}, {{Lien web}} et/ou {{Bibliographie}}. Le mode d'édition visuel peut mettre en forme automatiquement les références.
- Insérer une infobox (cadre d'informations à droite) n'est pas obligatoire pour parachever la mise en page.

Pour une aide détaillée, merci de consulter Aide:Wikification.
Si vous pensez que ces points ont été résolus, vous pouvez retirer ce bandeau et améliorer la mise en forme d'un autre article.

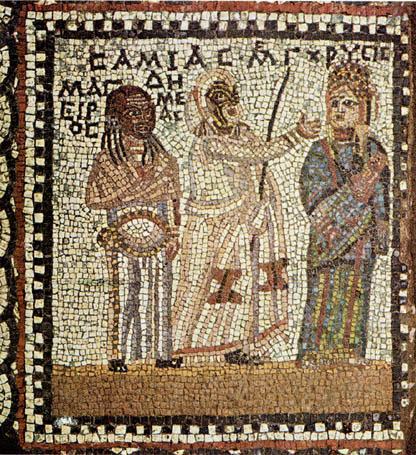
Maison dite du Ménandre à Mytilène (début IIIe ou IVe siècle). Sur la mosaïque on lit CAMIAC ME Γ (la troisième partie de Samia) et les noms des personnages ΜΑΓΕΙΡΟC (le cuisinier), ΔΗΜΕΑC, ΧΡΥCΙΣ (Chrysis la Samienne).

La Samienne (grec Σαμία, Samia) est une comédie antique écrite par le poète Ménandre dans sa jeunesse, que les philologues du XXe siècle ont restaurée à partir de deux codices de papyrus trouvés en Égypte. Ainsi plus de sept cents vers, mutilés ou entiers, sont lisibles aujourd'hui sur peut-être  neuf cents. Le titre est confirmé par une mosaïque trouvée à Mytilène et illustrant  onze pièces choisies de Ménandre.

## Transmission du texte
En 1907,  le papyrus du Caire , un codex du Ve siècle retrouvé à Aphroditopolis  et contenant les restes mutilés de cinq comédies de Ménandre est publié  . Ces pièces ont été choisies vers le deuxième siècle pour un usage scolaire. Le livre avait été dépecé pour emballer des objets dans une jarre. Néanmoins le reste d'un quaternion a préservé 324 vers de la Samienne. Cinquante ans plus tard, un autre bloc de papyrus du IIIe siècle incorporé à la collection Bodmer restitue la fin de la comédie ,  les trois derniers actes. On peut y ajouter deux fragments mis au jour par ailleurs  qui complètent certaines lignes.

## Les personnages
- Moschion, le fils adopté par Déméas, qui a fait un enfant à Plangon la fille de Niceratos, un voisin.
- Chrysis, une courtisane de l'île de Samos, concubine de Déméas
- Parmenon, serviteur de Déméas
- Déméas, célibataire, père adoptif de Moschion, ami et voisin de Nicératus
- Niceratos, père de Plangon, voisin et ami de Déméas
- Un cuisinier.
- Personnages muets:  Plangon avec son enfant, divers serviteurs.

## L'intrigue
Nicératos et Déméas, bien que l'un soit pauvre et l'autre riche, sont des voisins et des amis qui souhaitent unir leurs enfants par un mariage. Les jeunes veulent aussi la même chose. Par conséquent, personne ne s'opposant au projet, il est difficile d'imaginer des obstacles. Et pourtant, une série d'événements inattendus et d'idées fausses résultant d'un mensonge ont failli faire capoter l'affaitre. Car Moschion, le fils adoptif de Déméas, lors des fêtes d'Adonis et de leur veillée, s'est comporté avec Plangon, la fille de Nicératos, d'une manière dont il a honte et dont il résulta qu'elle était tombée enceinte. Le jeune homme, accablé de honte, bien qu'il ait promis le mariage sur-le-champ, n'osa pas confesser publiquement sa faute, de sorte qu'en l'absence des pères de famille, qui avaient entrepris le long voyage de Byzance, toute la maison conspira et décida de dire qu'il était l'enfant de Chrysis. Car Déméas, à son départ, avait laissé enceinte son amie Chrysis, tout en lui  interdisant d'élever l'enfant puisque c'était un bâtard. Mais quand,  contre toute attente, à son retour, il trouva l'enfant dans la maison, il fut d'abord fâché, mais pardonna rapidement. Cependant alors qu'un cuisinier avait déjà été embauché et que tous préparaient le festin de mariage, Demeas entendit par hasard la vieille nourrice appeler le bébé 'fils  de Moschion'. Aussitôt, se souvenant de  l'histoire d'Hippolyte et Phèdre, il rejette tout le blâme sur Chrysis car son fils avait toujours été sage et respectueux envers lui  et de plus souhaitait manifestement se marier avec Plangon. Alors il décide de chasser sa petite amie de la maison afin de préserver sa dignité, sans lui donner d'autre raison qu' "à cause du bébé". Elle s'enfuit en larmes chez le voisin Nicératus qui l'accueille avec compassion. Bientôt Moschion, persuadé par Niceratus, tente d'apaiser son père mais ses prières sont mal interprétées. Le comique naît du quiproquo entre personnages qui n'interprètent pas les mêmes mots de la même manière, du fait de ce qu'ils savent secrètement ou  croient savoir. Lorsqu'il comprend enfin ce que son père a en tête, Moschion lui révèle la vérité. A peine Demeas est-il apaisé que Nicératos apprend la maternité de sa fille. Il est  si furieux qu'il veut brûler l'enfant séance tenante,  que Chrysis dans sa fuite ramène chez Déméas. En mentionnant l'histoire de Jupiter et de Danaé, Déméas réconforte peu à peu Nicératos et le conduit à admettre que de nombreux hommes autour d'eux, sans qu'il y paraisse, sont nés des dieux. Mais Moschion, vexé de ce que son père avait cru de lui, décide alors de s'offrir une petite vengeance:ː équipé d'un manteau et d'une épée, il fait semblant de vouloir partir pour une guerre de mercenaires en Asie jusqu'à ce que, cédant aux supplications de son père, il change d'avis (acte 5). Ainsi, comme c'était la coutume dans la nouvelle comédie, la pièce se terminera par un mariage.